# Томсонс, Эрикс
Эрикс Томсонс (латыш. Ēriks Tomsons; 31 декабря 1918, Вецсалацкая волость — 22 сентября 2022, Валмиера) — латвийский моряк и участник движения национального сопротивления лодки беженцев в Швецию. Кавалер высшей государственной награды Латвии — ордена Трёх звёзд.
Родился 31 декабря 1918, в доме «Лиелпуру» (латыш.  „Lielpuru”) в Вецсалацкой волости в семье Эдуарда и Эльмины Томсонов. Учился в Коченской начальной школе, затем в сельскохозяйственной школе поместья Лукас в Валмиере. В мае 1943 года окончил Рижское морское училище по специальности второго инженера. После учебы работал в порту Мерсрагс. Летом 1944 года при посредничестве Эдуардса Андерсонса включился в организацию лодок беженцев с Курземского побережья, которая координировалась Латвийским Центральным советом. С августа по ноябрь 1944 года в качестве моториста вместе с Жаном Фонзовым восемь раз возил переполненные лодки с беженцами через Балтийское море на Готланд, затем два года работал на шведских судах в качестве матроса и рулевого.
В августе 1946 года Томсон снова отправился в Латвию от имени Латвийского центрального совета, чтобы восстановить секретные радиосвязи со Швецией. В августе 1947 года, после того как его выследили, был арестован в Риге и приговорен к 25 годам заключения в лагерях ГУЛАГа. В 1949 году его родители вместе с младшим братом Петерисом и сестрой Эльвирой также были депортированы в Амурскую область. После 10 лет принудительных работ на Колыме и в Норильске, Томсонс был освобожден в ноябре 1957 года. После возвращения на родину работал на Валмиерском заводе пожаротушения.
31 декабря 2018 года в Валмиерском драматическом театре в кругу друзей и близких отметил свое 100-летие. Был соавтором книги Pārcēlāji (Mansards, 2021.) Скончался 22 сентября 2022 года в Валмиере.